# Alex Hartmann
Alex Hartmann, född 7 mars 1993, är en australisk friidrottare. Han deltog vid olympiska sommarspelen 2016.